# 徐頴堃
徐頴堃（英語：Erica Chui Wing Kwan，1987年6月4日—），香港女演員及節目主持，前有線電視藝員。

## 簡歷
徐頴堃是香港演員徐少強和雪梨的女兒，故也是米雪的姨甥女；徐頴堃的胞兄為香港演員徐偉棟。徐頴堃同父異母長兄則為香港電影導演徐梓耀。
1994年與哥哥徐偉棟移民加拿大，2013年9月回流香港發展。而她的同屆好友陳偉琪同時參選溫哥華華裔小姐競選贏得溫哥華華裔小姐亞軍和參選2013年度香港小姐競選決賽排名第5位。
2011年參加新時代電視主辦的溫哥華華裔小姐競選並獲得冠軍、仙妮亞優美體態獎、JCY珍珠園瑰麗高雅氣質獎及珊珊美容完美肌膚獎。2012年代表溫哥華參選TVB國際中華小姐競選。

## 電視

### 加拿大新時代電視
競選
- 2011年：《溫哥華華裔小姐競選》

嘉賓／評判
- 2011年：《大城小聚》（嘉賓）
- 加拿大廣肝臟基金會籌款晚宴（講詞）
- Super10打響十人型全能司儀大比拼（評判之一）
- Federal Auction 珠寶拍賣行記招（嘉賓、模特兒）
- Vancouver Art Gallery（開幕嘉賓及講詞）

主持
- 2012年：加拿大防癌協會籌款晚宴
- 2012年至2013年：《熒幕八爪娛》

### TVB
競選
- 2012年：《國際中華小姐競選》

電視劇
- 2017年：《溏心風暴3》飾 Elaine

### 香港有線電視
- 《為食情報局》

### ViuTV
劇集
- 2016年：《三一如三》第22集
- 2020年：《地產仔》

主持
- 2017年：《磚·家》

### 优酷视频
- 2020年：《长相守》（原名：《木槿花西月錦繡》）飾 王皇后

### HOY TV
- 《亞洲TOP TEN 台灣篇》

### 香港電台
- 2022年：《凝聚香港》主持

## 電影
| 年度   | 片名             | 飾演           |
| ------ | ---------------- | -------------- |
| 2014年 | 賭城風雲         |                |
| 2014年 | Delete愛人       |                |
| 2014年 | 澀青298-03       | 社監           |
| 2017年 | 灕江拳王         |                |
| 2017年 | 拆彈專家         |                |
| 2017年 | 喵星人           | 運動會家庭成員 |
| 2018年 | Green Love愛無限 |                |
| 2019年 | 反詐英豪         |                |
| 2020年 | 拳道             |                |
| 2021年 | 濁水漂流         | 律政司代表律師 |

## 廣告
- 2012年：Izzue Fashion（Vancouver）
- 2013年：杜蕾斯《十二星座毛兔劇場》－ 天秤座 Lauren
- 2014年：MFPA TV Miss 積金（基金便覽）

## 外部連結
- 徐頴堃的新浪微博
- 徐頴堃的Facebook專頁
- 徐頴堃的Instagram帳戶
- 徐頴堃在香港影庫上的簡介
- 徐頴堃影視作品年表 （页面存档备份，存于）

| 前任： 蘇慧文 | 溫哥華華裔小姐競選冠軍 2011年 | 繼任： 鄧佩儀 |